# أناستروزول
أناستروزول هو دواء يُستخدم لسرطان الثدي، ويُؤْخَذ عن طريق الفم. ومن الآثار الجانبية له المزاج المتغير، وآلام المفاصل، والغثيان، وتشمل الآثار الجانبية الشديدة زيادة خطر الإصابة بأمراض القلب وهشاشة العظام، ومن المعروف أن الاستخدام أثناء الحمل يضر بالطفل، وهو يعمل عن طريق منع إنشاء هرمون الاستروجين.

## الاستخدام الطبي

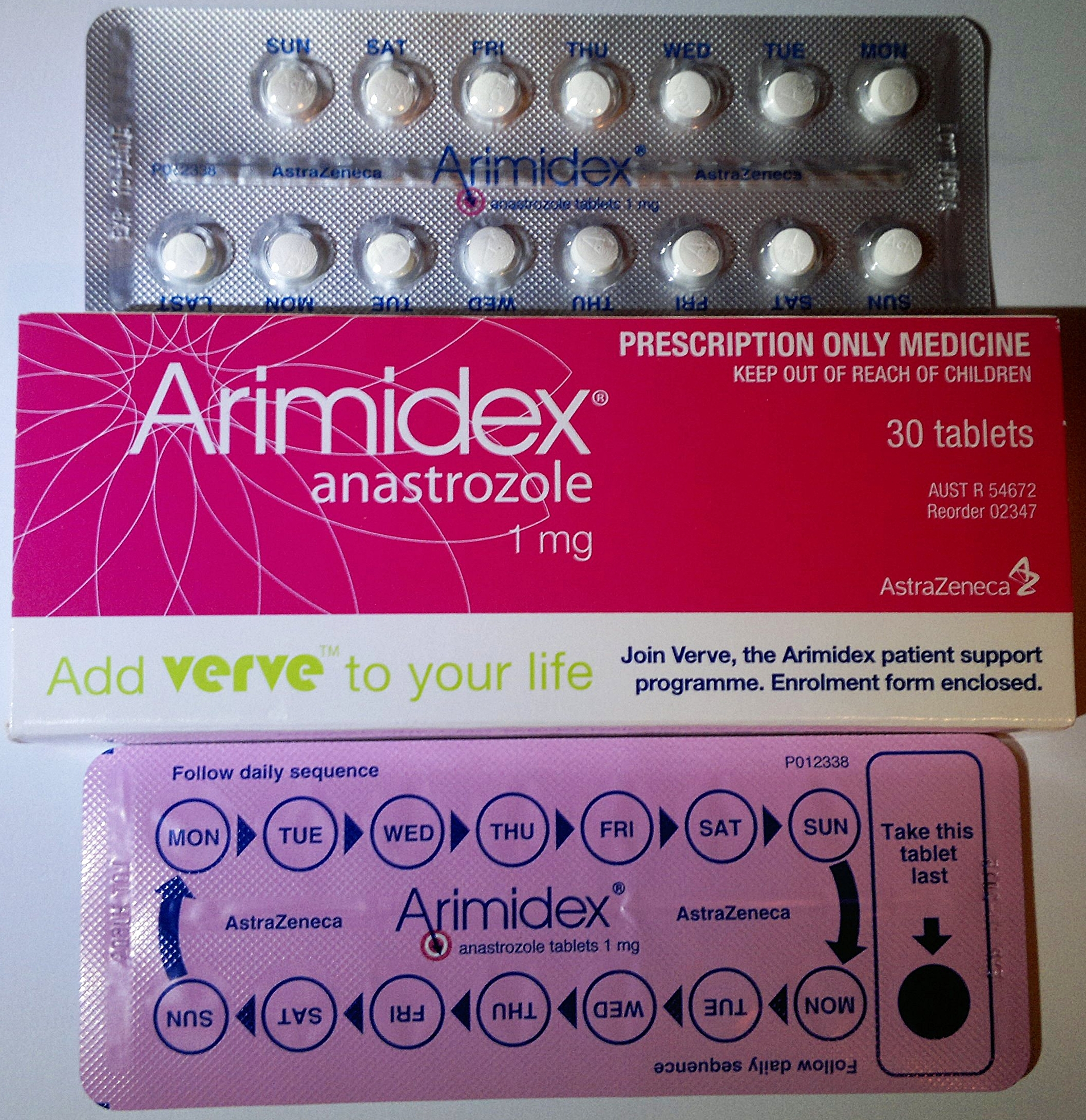
صورة لشريط أرمديكس بتركيز 1 جم، يتكون من مادة أناستروزول

أقيمت تجربة بين مركبين هما أناستروزول وتاموكسيفين لعلاج سرطان الثدي الموضعي على مجموعة من النساء لمدة خمس سنوات، تلتها خمس سنوات أخريات للمتابعة ، وتبين أن المجموعة التي تلقت أناستروزول كانت نتائجها أفضل من مجموعة تاموكسيفين، واقترحت التجربة أن أناستروزول هو العلاج الطبي المفضل للنساء بعد سن اليأس مع سرطان الثدي الموضعي، مع وجود بعض الأعراض كانقطاع الإستيروجين، ونقلت هيئة الإذاعة البريطانية عن المؤلف الرئيسى جاك كوزيك قوله «أن هذه الفئة من الأدوية أكثر فعالية من الأدوية السابقة، مثل تاموكسيفين وحاسمة ولها آثار جانبية أقل» وأضاف أنه يعتقد أن هناك الآن أدلة كافية لدعم عرض الدواء